# Vittskövle (Kristianstad)
Vittskövle is een dorp in de gemeente Kristianstad in de in Zweden gelegen provincie Skåne. Het dorp heeft een inwoneraantal van 235 en een oppervlakte van 40 hectare (2010).
In Vittskövle ligt het kasteel Vittskövle dat is gebouwd in de 16de eeuw en de kerk van Vittskövle die is gebouwd in de 12de of 13de eeuw en in de 15de eeuw is er een kapel toegevoegd gewijd aan Sint Anna.
Het slot wordt genoemd in hoofdstuk 3 van Nils Holgerssons wonderbare reis van Selma Lagerlöf.

## Verkeer en vervoer
Twee kilometer ten westen van de plaats loopt de Riksväg 19.
De plaats had vroeger een station aan de Östra Skånes Järnvägar.